# Общество спорта и техники

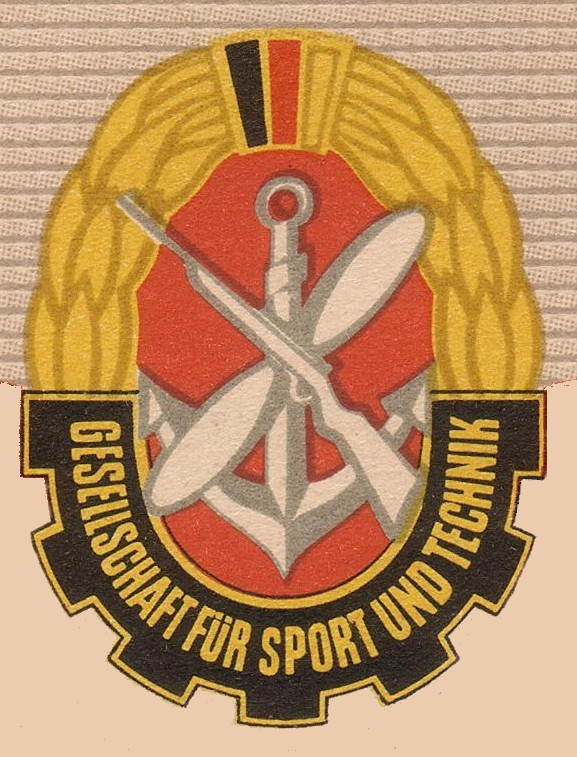
Эмблема GST (1955)

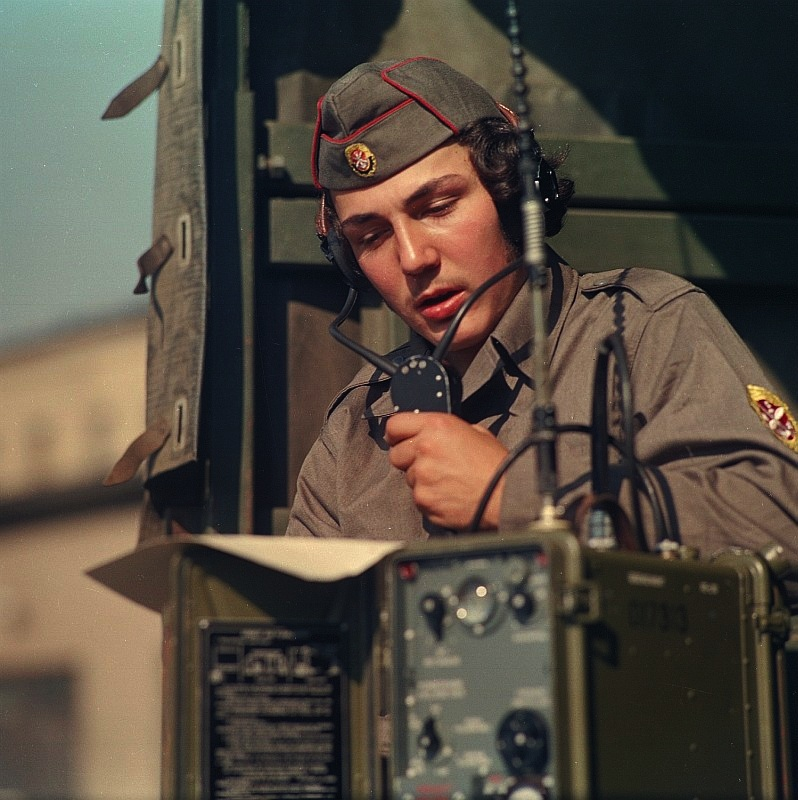
Радист в форменной пилотке GST

Общество спорта и техники (нем. Gesellschaft für Sport und Technik, GST) — массовая спортивно-техническая организация ГДР, цель которой — содействие укреплению обороноспособности страны и подготовке молодых людей к защите социалистического Отечества.
Она была создана 7 августа 1952 года по примеру ДОСААФ и просуществовала до весны 1990 года.

## Организационная структура
Высший орган — конгресс (Kongress), между конгрессами — центральное правление (Zentralvorstand), высшие органы местных организаций — окружные конференции делегатов (Bezirksdelegiertenkonferenz) и районные конференции делегатов (Kreisdelegiertenkonferenz), между конференциями делегатов — окружные правления (Bezirksvorstand) и районные правления (Kreisvorstand).

## Руководители
- 1952—1955 — Арно Бертольд
- 1955—1963 — Рихард Штаймер
- 1963—1968 — Курт Лобергер
- 1968—1982 — Гюнтер Теллер
- 1982—1990 — Гюнтер Кучебаух